# Muzieknotatie van A tot Z

## A
A piacere -
Abc-notatie -
Accelerando -
Ad libitum -
Adagio -
Agitato -
Akkoord -
Akkoordsymbool -
Alla breve -
Allargando -
Allegro -
Allegro vivace -
Altissimo (muziek) -
Altsleutel -
Andante -
Andantino -
Appoggiatura -
Arco -
Arpeggio -
Articulatieteken -
Arrangeur

## B
Baritonsleutel -
Barokmuziek -
Bassleutel -
Basso continuo -
Bladmuziek

## C
Cadens -
Cantabile -
Capriccio -
Cesuur (muziek) -
Cluster -
Coda -
Col legno -
Componist -
Concert -
Contrapunt -
Crescendo

## D
Da Capo -
Dal Segno -
Decime -
Decrescendo -
Diatoniek -
Didymisch komma -
Diminuendo -
Divisief ritme -
Dolce -
Dominant -
Dorisch -
Dubbelconcerto -
Dynamiek

## E
Etude

## F
Fermate -
Fine -
Forte -
Fortissimo -
Fortissimo possibile -
Fortississimo -
Frasering

## G
Geschiedenis van de muzieknotatie -
Glissando -
Grafische partituur - 
Grave -
Gregoriaans -
Gregoriaans notenschrift -
Grepentabel

## H
Hemiool -
Herhaling (muziek) -
Herstellingsteken

## I
Ionisch -
Italiaanse muziektermen

## K
Kerkmuziek -
Klavarskribo -
Komma -
Kruis -
Kwarttoonverdeling

## L
Larghetto -
Largo -
Legato -
Legatoboog -
Lento -
Libretto -
Lydisch

## M
Maat -
Maatsoort -
Maatstreep -
Maatteken -
Main droite -
Main gauche -
Mezzoforte -
Mezzopiano -
Modulatie -
Mol -
Mordent -
Muzieknotatie -
Muziekstijlen -
Muziektheorie

## N
Neume -
Notatie -
Notenbalk

## O
Octaveren -
Opmaat -
Orgelpunt -
Ossia -
Overbinding

## P
Parlando -
Partituur -
Pianissimo -
Piano -
Piu mosso -
Pizzicato -
Poco -
Portato -
Pralltriller -
Prestissimo -
Presto

## R
Rallentando -
Refrein -
Ritenuto -
Rubato -
Rust

## S
Schleifer -
Segno -
Sleutel -
Sopra -
Sordino -
Sotto -
Staccatissimo -
Staccato -
Suite -
Syncope (muziek)

## T
Tabulatuur -
Tempo -
Tenorsleutel -
Tonica -
Toonsoort -
Transponeren -
Tremolo -
Triool -
Tutti

## U
Una corda

## V
Verbindingsboog (muziek) -
Versieringsteken -
Vibrato -
Vioolsleutel -
Vivace -
Voorteken -
Voorslag

## W
Waardestreep

## Z
Zwarte mensurale notatie